# Anthurium denudatum
Anthurium denudatum är en kallaväxtart som beskrevs av Adolf Engler. Anthurium denudatum ingår i släktet Anthurium och familjen kallaväxter. Inga underarter finns listade.